# Cyathea hodgeana
Cyathea hodgeana är en ormbunkeart som beskrevs av George Richardson Proctor. Cyathea hodgeana ingår i släktet Cyathea och familjen Cyatheaceae. Inga underarter finns listade.